# Richard Goode
Richard Goode (Nueva York, 1 de junio de 1943) es un pianista estadounidense, particularmente reconocido por sus interpretaciones de las obras de Beethoven y de la música de cámara.
Estudió piano en el Mannes College, un conservatorio neoyorquino con Elvira Szigeti, Claude Frank y Nadia Reisenberg y después en el Instituto Curtis con Rudolf Serkin y Mieczyslaw Horszowski. Ha logrado numerosos premios, entre los cuales el primer premio del concurso internacional de piano Clara Haskil en 1973 y el premio Avery Fisher en 1980.
Ha grabado igualmente un gran número de obras, entre las cuales los conciertos de Mozart en compañía de la Orpheus Chamber Orchestra y la música de Schubert, Schumann, Brahms y Bach. Fue el primer pianista estadounidense en grabar la integral de las sonatas de Beethoven. Actúa regularmente en las salas más prestigiosas del mundo en compañía de orquestas muy reputadas. Es, con Mitsuko Uchida, uno de los codirectores artísticos de la escuela de música y del festival de la ciudad de Marlboro (Vermont). Ha estrenado piezas escritas para él por Carlo Chavez, George Perle y Robert Helps, entre otros. Ha contado sobre todo con Dawn Upshaw, Richard Stoltzman y Alexander Schneider entre sus compañeros de música de cámara. Goode está casado con la violinista Marcia Weinfeld.
Un retrato literario de Richard Goode está recogido en el libro Quintet, Five Journeys toward Musical Fulfillment de David Blum.

## Discografía[2]
- 1976 – Benita Valente sings Mozart, Schubert, Brahms, Wolf (LP). Con Benita Valente (Desmar, Telefunken).
- 1981 – Schumann: Humoreske Op. 20; Fantasía en do mayor Op. 17 (Nonesuch).
- 1982 – Brahms: Sonatas para clarinete y piano, Op. 120. Con Richard Stoltzman (RCA Red Seal).
- 1985 – Schubert: Sonata en la mayor, D. 959; Klavierstück en mi bemol menor, D. 946 n.º 1 (Nonesuch).
- 1985 – George Perle: Serenade n.º 3 para piano y orquesta de cámara; Ballade; Concertino para piano, viento y timbales. Con Music Today Ensemble, Gerard Schwarz (Nonesuch).
- 1985 – Schubert: Sonata en si bemol mayor, D. 960 Op. posth.; Allegretto D. 915; Impromptu D. 935 n.º 2. (Elektra, Asylum, Nonesuch).
- 1987 – Richard Goode plays Brahms (Elektra, Nonesuch).
- 1988 – Beethoven: Sonatas tardías, Op. 101, 106 'Hammerklavier', 109, 110 & 111. (2LP, Album) (Nonesuch).
- 1988 – Schumann: Spanische Liebeslider, Andante and variations, Cuarteto con piano. (CD). Con Kathleen Battle, John Aler, Charles Wadsworth (ASV Digital).
- 1988 – Schumann, Schubert: Fantasiestücke, Op. 73; 3 Romances, Op. 94; 2 Sonatinas, D. 384 & 385. (Cass, CrO). Con Richard Stoltzman (RCA Red Seal).
- 1990 – Bartok: Contrasts; Stravinsky: L'Histoire du soldat; Suite; Ives: Largo; Songs. Con Richard Stoltzman, Lucy Chapman Stoltzman (RCA Red Seal)
- 1992 – Schubert: Sonata en do menor, D. 958; Ländler, Op. 171 D. 790 (Elektra, Nonesuch).
- 1996 – Mozart: Conciertos para piano n.º 18 & n.º 20 (CD, Album). Con Orpheus Chamber Orchestra (Nonesuch).
- 1997 – Chopin. (CD, Album) (Nonesuch).
- 1998 – Mozart: Conciertos para piano n.º 25 & n.º 9. Con Orpheus Chamber Orchestra (Nonesuch).
- 1999 – J. S. Bach: Partitas n.º 4, 2 & 5.  (Nonesuch).
- 1999 – Mozart: Conciertos para piano n.º 23 & n.º 24 (CD, Album). Con Orpheus Chamber Orchestra (Nonesuch).
- 2000 – Mozart: Conciertos para piano n.º 27 & n.º 19 (CD). Con Orpheus Chamber Orchestra (Nonesuch).
- 2003 – J. S. Bach: Partitas n.º 1, 3 & 6. (Nonesuch).
- 2005 – Mozart (Nonesuch).
- 2009 – Beethoven: Los cinco conciertos para piano (3CD + Box). Con Iván Fischer, Budapest Festival Orchestra (Nonesuch).
- Mozart: Conciertos para piano n.º 17 & n.º 23. (CD, Album). Con Orpheus Chamber Orchestra (Nonesuch).
- Beethoven: Las sonatas completas. (10CD + Box) (Elektra, Nonesuch, Book-Of-The-Month Records 9 79328-2).